# Paracaryum khorassanicum
Paracaryum khorassanicum är en strävbladig växtart som beskrevs av M. Khatanuaz. Paracaryum khorassanicum ingår i släktet Paracaryum och familjen strävbladiga växter. Inga underarter finns listade i Catalogue of Life.